# روبرت كينغ
روبرت كينغ (بالإنجليزية: Robert King)‏ (4 أبريل 1862 في المملكة المتحدة - 1 يناير 1950) هو لاعب كرة قدم بريطاني (وحمل سابقاً جنسية المملكة المتحدة لبريطانيا العظمى وأيرلندا) في مركز الدفاع. شارك مع منتخب إنجلترا لكرة القدم. أما مع النوادي، فقد لعب مع غريمسبي تاون وUpton Park F.C. ‏ وOxford University A.F.C. ‏.

## وصلات خارجية
- روبرت كينغ على موقع قاعدة بيانات كرة القدم.إي يو (الإنجليزية)
- روبرت كينغ على موقع ناشيونال فوتبول تيمز (الإنجليزية)